# Materac

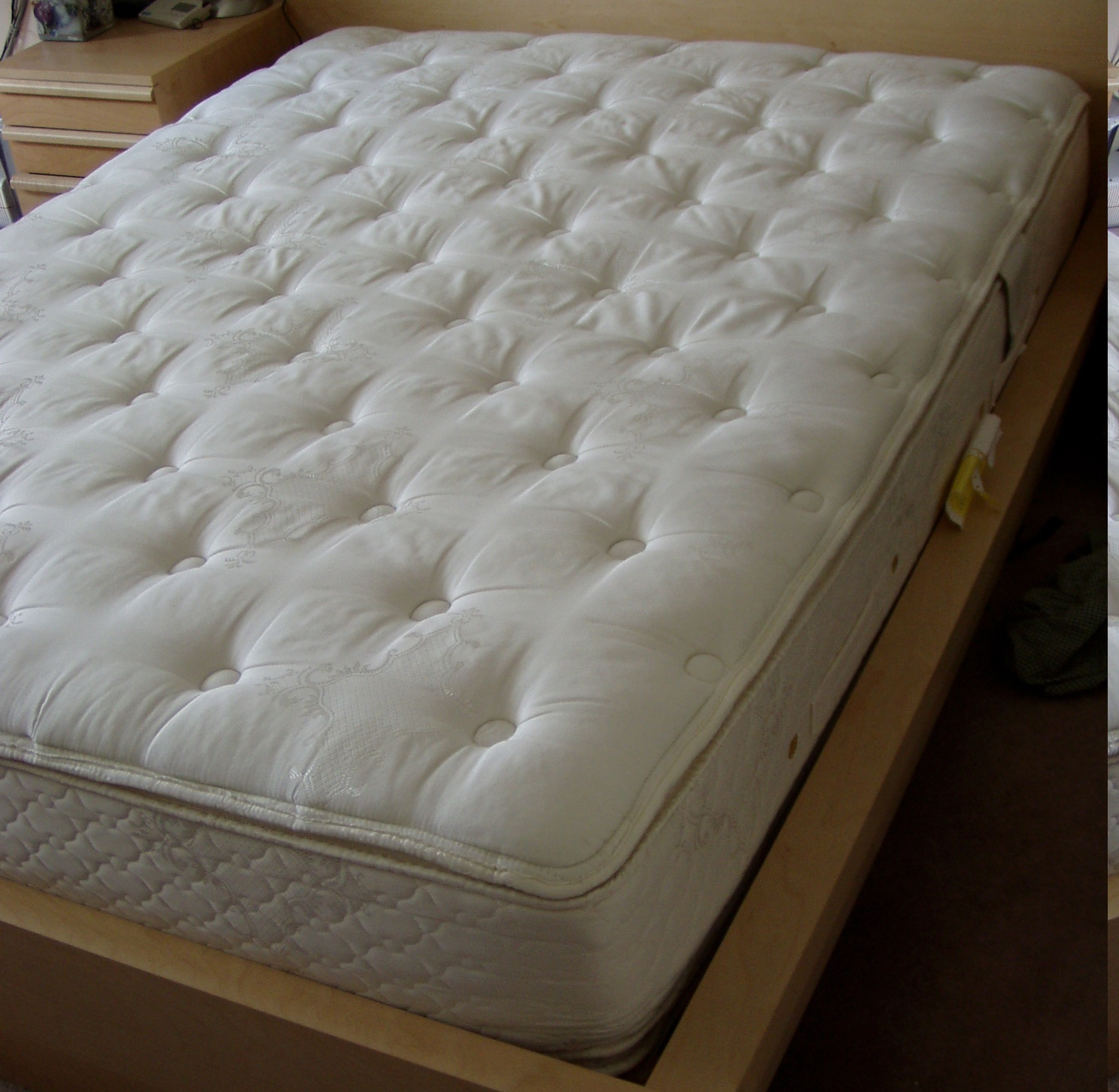
Materac

Materac (wł. materasso) – podkład miękki, a jednocześnie sprężysty, podnoszący komfort snu w łóżku. Może być wypełniony sprężonym powietrzem (materac turystyczny) lub wodą (łóżko wodne). Najczęściej jest uszyty z grubej tkaniny, często pikowanej np. wełną lub owatą i wypełniony np. mikrogąbką, matą kokosową, lateksem, dawniej trawą morską, słomą, sianem (siennik) i podobnymi wypełniaczami.
Materace ze względu na wypełnienie można podzielić na:
- piankowe
  - poliuretanowe
  - poliuretanowe termoelastyczne
  - poliuretanowe wysoko elastyczne
  - lateksowe
- sprężynowe
  - bonellowe
  - kieszeniowe
  - kieszenowe multipocket
- o wkładzie mieszanym (piankowym i sprężynowym)
- futony

Różnica między materacami kieszeniowymi a bonnelowymi (zwykłe sprężynowe) to umieszczenie sprężyn w tzw. kieszonkach wykonanych z bawełny lub z tkaniny polipropylenowej. W materacach kieszonkowych sprężyn jest więcej niż w materacach bonnelowych, dlatego zazwyczaj są one zdrowsze dla pleców i gwarantują większy komfort snu.
- wodne
- pneumatyczne